# Бабыч, Павел Денисьевич
Па́вел Дени́сьевич Бабыч (15 января 1801 -- 31 января 1883) — русский генерал, участник Кавказских походов.

## Биография
Павел Денисьевич Бабыч родился 15 января 1801 года ) в старшинской семье Черноморских казаков. Получил домашнее образование.
На службу в Российскую императорскую армию поступил рядовым казаком. Принимал участие в русско-турецкой войне 1828—1829 годов. С 1838 года Бабыч, в чине есаула, командовал пешим казачьим полком Черноморского (впоследствии Кубанского войска), занимавшим важный стратегический пункт — Анапу, и до 1845 года вёл борьбу с шапсугами.
Во время Крымской кампании, неся охранную службу, Бабыч защищал Новороссийск и действовал против эскадры союзников, пытавшейся прорваться в Керчь.
С производством в 1859 г. в генерал-майоры, для Бабыча начался самый блестящий период его боевой деятельности. Будучи назначен начальником Адагумского отряда, он около шести лет с успехом действовал против различных горских племён Западного Кавказа: натухайцев, [шапсугов и бжедухов (бжедугов) и постепенно покорил их земли.
Во время русско-турецкой войны 1877—1878 гг. генерал-лейтенанту Бабычу был вверен один из отрядов, освобождавших Сухуми от турецкого десанта.
Павел Денисьевич Бабыч умер 31 января 1883 года.
Имя Бабыча носила кубанская станица Бабычевская.

## Семья
Сыновья:
- Михаил Павлович Бабич (1844—1918) — генерал от кавалерии, начальник Кубанской области и наказной атаман Кубанского казачьего войска (1908—1917).
- Иван Павлович Бабич (1850—1918) — генерал-майор[4].
- Георгий Павлович Бабич (1862—1944) — генерал-лейтенант, участник гражданской войны в России[2].

## Награды
- знак отличия Военного ордена
- орден Святой Анны 4-й степени с надписью «За храбрость»
- знак отличия за военное достоинство 4-й степени
- орден Святой Анны 3-й степени с бантом
- орден Святого Владимира 4-й степени с бантом
- орден Святого Станислава 2-й степени
- орден Святой Анны 2-й степени
- императорская корона к ордену Святой Анны 2-й степени
- золотая шашка с надписью «За храбрость» (1856)[5]
- орден Святого Владимира 3-й степени с мечами
- орден Святого Станислава 1-й степени с мечами
- орден Святой Анны 1-й степени с мечами
- императорская корона к ордену Святой Анны 1-й степени
- орден Святого Владимира 2-й степени с мечами
- орден Белого орла с мечами
- табакерка с вензелевым изображением имени Его Величества